# Frank Costello
Francesco Castiglia, beter bekend onder het pseudoniem Frank Costello, (Lauropoli, 26 januari 1891 – Manhattan, 18 februari 1973) was een Amerikaanse gangster. Hij bereikte de top van het Amerikaanse misdaadmilieu en beheerste een groot deel van de gokindustrie. Hij stond ook bekend als de maffiabaas met de meeste politieke invloed. Dat leverde hem de bijnaam Prime Minister of the Underworld (Nederlands: Minister-President van de Onderwereld) op.
Hij werd een van de belangrijkste maffiabazen uit de Amerikaanse geschiedenis. Hij was het hoofd van de familie Morello. Later werd dit de familie Genovese. Deze familie werd onder het gezag van Costello beschouwd als de Rolls-Royce van de georganiseerde misdaad.

## Biografie

### Jeugd
Costello werd geboren als Francesco Castiglia in Lauropoli, een dorpje in de bergen van Calabria in Italië. In het jaar 1900 vertrok hij per boot naar de Verenigde Staten. Hij was toen negen jaar oud en reisde samen met zijn moeder en broer. Enkele jaren voordien was de vader van het gezin naar Amerika vertrokken. Hij woonde in East Harlem, New York en wachtte zijn vrouw en twee zonen op. In New York leerde Francesco via zijn broer Edward het misdaadmilieu kennen. Hij was dertien jaar toen hij voor het eerst lid werd van een misdaadbende. Vanaf dan begon hij zichzelf Frankie in plaats van Francesco te noemen.
Castiglia hield zich vooral bezig met wanbedrijven. Hij verdween in 1908 en 1912 een tijdje in de gevangenis voor mishandeling en diefstal. In 1915 trouwde hij met Lauretta Giegerman, een joods meisje dat tevens de zus was van een vriend van Castiglia. In dat jaar moest hij opnieuw de gevangenis in, ditmaal wegens verboden wapenbezit. Zijn straf duurde tien maanden. Nadat Castiglia zijn straf had uitgezeten, besloot hij zich niet langer met opvallende misdrijven bezig te houden. Hij nam zichzelf voor om voortaan zijn verstand te gebruiken om zo als crimineel geld te verdienen.

### Bende Morello
In 1916 veranderde Castiglia zijn naam officieel in Frank Costello. Hij raakte bevriend met Ciro Terranova, bijnaamd 'The Artichoke King', een maffioso uit East Harlem en onderbaas van de misdaadfamilie Morello uit Manhattan. Costello kreeg de controle over de gokindustrie en het innen van schulden in een deel van Manhattan en een deel van the Bronx. Hij werkte samen met gangsters als Michael 'Trigger Mike' Coppola, Joseph 'Joe the Baker' Catania Jr. en Stefano 'Steve' LaSalle. Ondertussen maakte Costello naam in het misdaadmilieu omwille van zijn intelligentie en gewelddadige aanpak.

### Samenwerking met Lucky Luciano
Costello ontmoette Charlie 'Lucky' Luciano, de Siciliaanse leider van de Lower East Sidebende. De twee gangsters raakten bevriend en werden partners. Er ontstond een nieuwe, grotere bende onder leiding van Costello, Luciano, Vito Genovese, Gaetano 'Tommy' Lucchese, Meyer Lansky en Benjamin 'Bugsy' Siegel. Ze hielden zich bezig met overvallen, diefstal, afpersing, gokken en drugs. Tijdens de jaren 20, in de periode van de drooglegging, verkochten de gangsters ook illegaal drank. Ze kregen toen de financiële steun van Arnold Rothstein. De jonge Italianen sloten deals met prominente gangsters uit het joodse en Ierse milieu. Enkelen van hen waren Arthur 'Dutch Schultz' Flegenheimer, Owney 'The Killer' Madden en William 'Big Bill' Dwyer. Ondertussen werd Rothstein een soort van mentor voor Costello, Luciano, Lansky en Siegel, terwijl zij zaken deden met bierbaron Schultz.
In 1922 sloten Costello, Luciano en collega's zich aan bij de Siciliaanse misdaadfamilie van Giuseppe Masseria, bijgenaamd 'The Boss'. Zo'n twee jaar later raakte Costello bevriend met de Ierse maffiabazen Dwyer en Madden. Hij raakte betrokken bij de illegale verkoop van drank. Die handel in drank noemden ze The Combine. In 1926 werd Dwyer gearresteerd en verdween hij voor twee jaar in de gevangenis. Costello nam zijn taak over en werkte samen met Madden. De rechterhand van Dwyer, Charles 'Vannie' Higgins, ging niet akkoord met de komst van Costello. Higgins werd beschouwd als de laatste Ierse maffiabaas van Brooklyn. Hij vond dat hij recht had op Dwyers positie en Costello niet. Dit was het begin van de Manhattan Bieroorlog, met Costello, Schultz en Madden aan de ene kant en Higgins aan de andere. De alliantie Costello-Schultz-Madden moest het onderspit delven, maar de drie bleven prominent actief als gangster.
Costello slaagde erin om zijn vriendschappen met Lansky en Luciano te onderhouden en werd eind jaren 20 steeds machtiger. Hij werd bekend als de Prime Minister of the Underworld omwille van zijn goede banden met andere gangsters, politici, rechters en zakenmannen. Costello wilde de 'grote drie' (politiek, misdaad en zaken) combineren. Zo kregen Costello en andere gangsters zoals Luciano de kans om hun misdaadpraktijken uit te voeren.
In 1927 organiseerden Lucky Luciano, Frank Costello en John 'Johnny the Fox' Torrio een bijeenkomst van illegale drankhandelaars uit de oostkust van het land. Samen organiseerden ze hun handel, waardoor ze de concurrentie overdonderden. Hun handel stond bekend als de Big Seven Group. Dit wordt beschouwd als de eerste, concrete stap in de richting van een nationale misdaadorganisatie. De grootste stap daartoe kwam er in mei 1929. Lansky, Torrio, Costello, Luciano en Enoch 'Nucky' Johnson organiseerden in Atlantic City, New Jersey een bijeenkomst voor maffiabazen uit heel het land. Joe Masseria en Salvatore Maranzano werden niet uitgenodigd, omdat hun ideeën niet aansloten bij die van een nationale misdaadorganisatie.

### De Castellammarijnse oorlog
Rond 1928 werden Costello en Luciano beschouwd als twee van de meest beloftevolle maffiabazen van het land. De aandacht die naar hen uitging, verdween toen hun superieur, Joe Masseria, een conflict kreeg met Salvatore Maranzano. Die laatste was toen drie jaar in de Verenigde Staten. Hij werd geboren in Castellammare del Golfo in Sicilië en belandde in 1925 in New York. Hij had veel geld en handlangers en kon zich zo relatief snel opwerken naar de top van de onderwereld. Hij ging in de goksector rechtstreeks de strijd aan met Masseria, de baas van Costello. De strijd tussen de twee concurrenten werd een straatoorlog: de Castellammarijnse oorlog. Ze wilden bewijzen wie 'capo di tutti capi' (Nederlands: baas van alle bazen) was.
Masseria werd dictator van de onderwereld. Hij dwong de vier andere misdaadfamilies uit New York om hem te steunen. Hij verdrong maffiabazen die hem niet gehoorzaamden en liet verscheidene mensen van de Castellammarese-bende vermoorden door zijn bondgenoten. Die bondgenoten waren onder anderen Costello, Lucky Luciano, Vito Genovese en Joe Adonis. Verder kon Masseria rekenen op de steun van de misdaadfamilie Mineo, die bestond uit onder anderen Albert Anastasia, Carlo Gambino en Frank Scalice. De tegenpartij kon rekenen op de steun van onder anderen Joseph "Joe Bananas" Bonanno, Stefano Magaddino, Joseph Profaci, Joseph Magliocco en Gaetano Lucchese.
De oorlog duurde ongeveer twee jaar en ruïneerde de organisatie van de maffia. De samenwerking in verband met de illegale drankhandel tussen de Italiaanse en de Ierse maffia dreigde volledig in handen te komen van de Ieren. Verscheidene gangsters stierven door de oorlog en een groot deel van de New Yorkse onderwereld leed onder het geweld. De oorlog werd beschouwd als een conflict tussen twee oude mannen, die zich vasthielden aan het 'ouderwetse' gedachtegoed van de Italiaanse/Siciliaanse maffia. Jongere maffiabazen zoals Costello en Luciano verdedigden een nieuwe filosofie, die ontstond na de conventie in Atlantic City.
Frank Costello, Lucky Luciano, Vito Genovese, Albert Anastasia, Joe Adonis, Gaetano Lucchese, Meyer Lansky en Bugsy Siegel besloten een einde te maken aan de Castellammarese-oorlog en begonnen een nationale misdaadorganisatie. Op 15 april 1931 werd Joe Masseria in een restaurant doodgeschoten door Anastasia, Genovese, Adonis en Siegel. Deze vier werkten voortaan voor Lucky Luciano. Na de moord op Masseria werd Salvatore Maranzano 'capo di tutti capi'. Op 10 september 1931 werd ook hij vermoord. Enkele mannen verkleedden zich als agenten en schoten hem dood. De daders waren Abraham 'Bo' Weinberg en Samuel 'Red' Levine. Ze werden ingehuurd door Lansky en Luciano.

### Consigliere
In 1931, na de dood van Masseria en Maranzano, werd Lucky Luciano baas van een eigen misdaadfamilie. Vito Genovese werd zijn onderbaas en Costello werd zijn consigliere (Nederlands: raadgever), een belangrijke functie binnen de familie. Costello werd een prominent in de onderwereld. Hij werd grootverdiener en verantwoordelijke van de goksector. Hij controleerde de opbrengsten van gokautomaten en bookmakers. Hij werkte nauw samen met Frank Erickson en Philip 'Dandy Phil' Kastel. In heel New York liet Costello circa 25.000 gokautomaten plaatsen. In 1934 liet burgemeester Fiorello La Guardia circa duizend van die automaten verwijderen. Vervolgens kreeg Costello een aanbod van Huey Long, de gouverneur van Louisiana. Costello mocht in heel Louisiana gokautomaten plaatsen, in ruil voor 10% van de winst. Costello ging akkoord en plaatste Kastel aan het hoofd van de goksector in Louisiana. Kastel kon rekenen op de hulp van Carlos 'Little Man' Marcello, een gangster uit New Orleans. Costello en Erickson controleerden de bookmakers.
In 1936 werd Lucky Luciano gearresteerd voor het organiseren van prostitutie. Hij moest naar de gevangenis van Dannemora, bijgenaamd Siberië. Hij verdween voor minstens dertig jaar de gevangenis in. In eerste instantie probeerde hij zijn misdaadfamilie vanuit de gevangenis te besturen. Later besloot hij om zijn onderbaas, Vito Genovese, te promoveren tot baas. In 1937 werd Vito Genovese verdacht van moord en vluchtte hij naar Napels in Italië. Luciano stelde Costello aan als nieuwe baas.

### Baas
Nadat Vito Genovese naar Italië was gevlucht, werd Costello de baas van de misdaadfamilie Luciano. Met de hulp van zijn caporegimes, Joe Adonis, Anthony Carfano en Michael Coppola, zorgde hij ervoor dat de familie niet in de problemen raakte. Hij had macht van de oostkust tot aan de westkust. In Louisiana had hij Carlos Marcello voor de gokautomaten, in Florida was er Meyer Lansky die het gokken controleerde en de paardenwedstrijden in Los Angeles stonden onder het toezicht van Bugsy Siegel. De bookmakers stonden onder controle van Frank Erickson.
Costello werd vaak omschreven als de baas met de meeste politieke invloed. Hij verdeelde zijn verdiende geld voldoende onder de leden van zijn misdaadfamilie. Hij verdiende zelf circa $1 miljoen per jaar. Hij was ook de eigenaar van heel wat legale winkels en bedrijven.
Costello breidde zijn misdaadfamilie uit. Zo raakte hij betrokken bij de casino's in Cuba en Las Vegas. Hij hield zich niet bezig met drugszaken. Dit vond hij niet nodig om geld te verdienen. Dit was een mening die hij niet deelde met bijvoorbeeld Vito Genovese, die zich zijn leven lang met drugszaken bezighield.
Tijdens de Tweede Wereldoorlog gebruikte Lucky Luciano zijn macht om de Amerikaanse troepen die in Italië en Sicilië vochten te helpen. Luciano contacteerde zijn collega's in Italië en zij hielpen de troepen bij hun invasie. Hierdoor raakte Luciano zijn gevangenisstraf kwijt. Hij werd wel naar Italië gedeporteerd, omdat hij officieel geen inwoner van de Verenigde Staten was. Luciano bleef achter de schermen wel baas van de familie.

### Havanaconferentie
Vito Genovese was in 1937 naar Italië gevlucht wegens een moordzaak. Na de Tweede Wereldoorlog mocht hij terugkeren naar de Verenigde Staten, omdat alle getuigen in zijn moordzaak gestorven waren en er geen zaak meer was. Genovese keerde terug en hoopte op de positie van baas in de familie Luciano. Hij ontdekte dat Costello de baas was en dat zijn oude functie als onderbaas nu toebehoorde aan Willie Moretti. Genovese kon niets anders dan een caporegime worden.
In december 1946 organiseerde Luciano in Cuba de Havanaconferentie. Deze bijeenkomst voor gangsters duurde enkele dagen. Onder de aanwezige gasten waren onder anderen Costello, Albert Anastasia, Vito Genovese en Meyer Lansky. Op de bijeenkomst in Havanna beslisten de gangsters onder meer over het lot van Bugsy Siegel en de toekomst van Genovese binnen de familie Luciano. Siegel was niet uitgenodigd. Er werd besloten dat hij vermoord zou worden. Verder werd er besloten om de samenwerking tussen de gangsters beter te laten verlopen. Ze veranderden de maffia in la cosa nostra (Nederlands: onze zaak).
Genovese wilde meer dan hij kon krijgen en begon te vechten met Luciano. Genovese had drie gebroken ribben. Luciano was kwaad omdat Genovese de Amerikaanse overheid had ingelicht over het verblijf van Luciano in Cuba. Na de conferentie ging Genovese in New York openlijk de strijd aan met Costello.

### Genovese en Kefauver

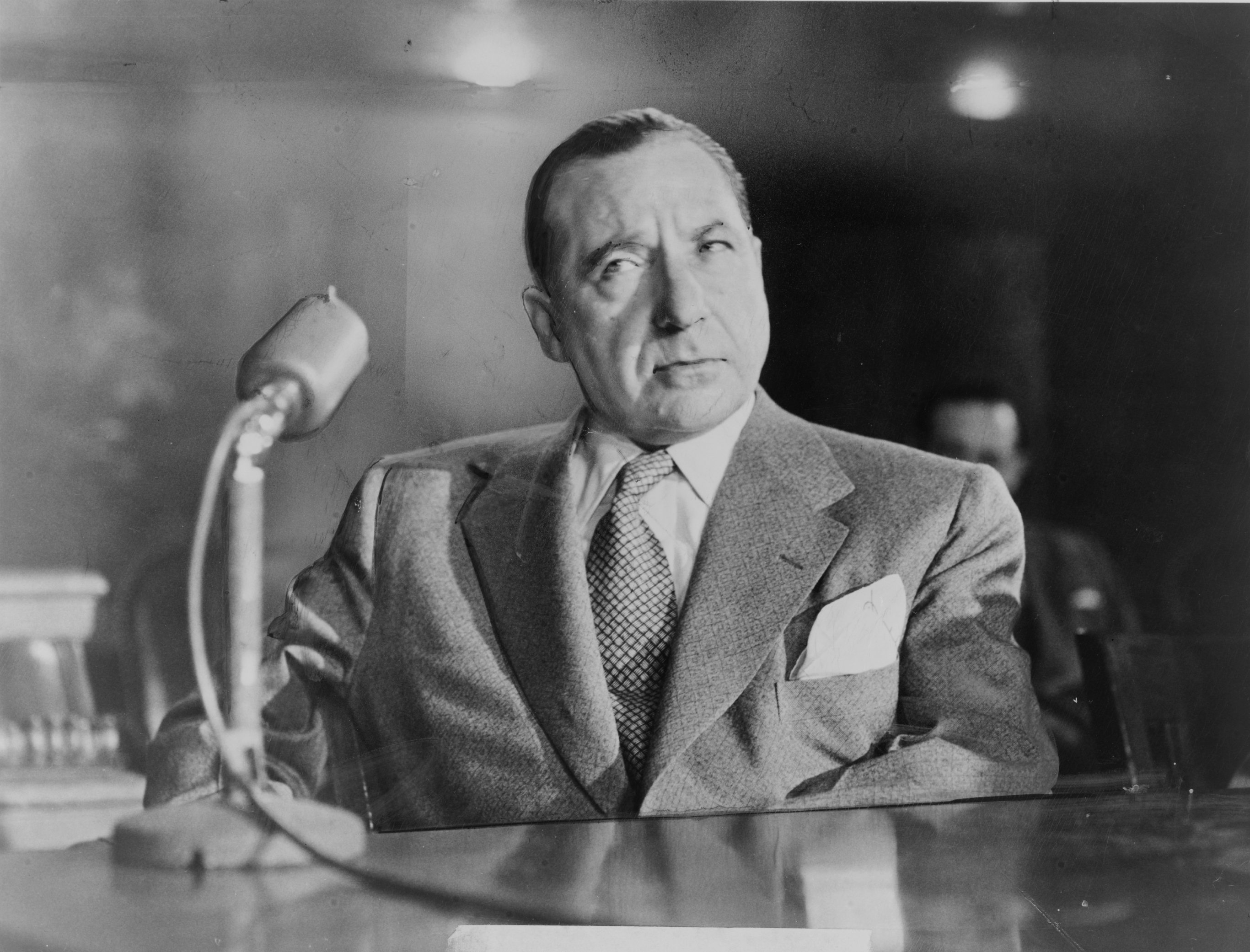
Frank Costello verschijnt voor de Kefauver-hoorzittingen.

Vito Genovese begon als caporegime vertrouwen op te bouwen bij andere gangsters. Hij wilde de strijd aangaan met Costello en hij dreigde om zijn baas en onderbaas, Willie Moretti, te vermoorden. Costello had te veel politieke macht én was bovendien populair. Uiteindelijk besloot Genovese om de twee gangsters niet te doden.
Tussen mei 1950 en mei 1951 vonden hoorzittingen plaats. Verschillende gangsters, politiekers en pooiers werden ondervraagd door een comité dat onder leiding stond van senator Estes Kefauver uit Tennessee. De ondervragingen werden destijds in de Verenigde Staten op televisie uitgezonden. Ook Costello werd ondervraagd. Hij was de publiekstrekker. Hij werd beschouwd als de nummer 1 uit de Amerikaanse onderwereld. Hij kon rekenen op zijn politieke invloed en raakte zonder al te veel kleerscheuren door de hoorzittingen. In die tijd meenden sommigen zelfs dat niemand een rechter kon worden in New York, zonder de toestemming van Costello.
Na de hoorzittingen begon een donkere periode voor Costello. Op 4 oktober 1951 werd Willie Moretti vermoord in een restaurant in New Jersey. Costello zelf werd door de Amerikaanse Senaat veroordeeld tot 18 maanden gevangenisstraf. Na 14 maanden kwam hij vrij. In 1954 werd hij opnieuw opgepakt, ditmaal wegens belastingfraude. In 1956 en 1957 werd hij nog twee keer opgepakt. Telkens werd hij voorwaardelijk vrijgelaten.

### Moordpoging
In 1956 moest Joe Adonis ofwel de gevangenis in, ofwel vrijwillig naar Italië terugkeren. Hij koos voor het laatste. Adonis was een sterke man van Costello. Hij was na Moretti de tweede belangrijke man van Costello die uit de misdaadfamilie verdween. Goed nieuws voor Vito Genovese, die nu nog één iemand uit de weg moest ruimen: Albert Anastasia. Na het verdwijnen van baas Vincent Mangano en de moord op diens broer Philip was Anastasia baas geworden van de misdaadfamilie Mangano. Dat was de tweede grootste misdaadfamilie uit de Verenigde Staten.
De Amerikaanse misdaadtop, bijgenaamd de Commissie, bestond in die periode uit een Liberale Fractie en een Conservatieve Fractie. De Commissie stond onder leiding van de Conservatieve Fractie. De Liberale Fractie bestond uit onder anderen Costello, Anastasia, Carlo Gambino en Tommy Lucchese. Genovese behoorde tot de andere fractie en hoopte dat Lucchese en Gambino, de onderbaas van Anastasia, naar hem zouden overlopen. Als ze dat deden, kregen ze de macht binnen de misdaadfamilies Luciano en Anastasia.
Op 2 mei 1957 werd er een aanslag gepleegd op het leven van Costello. Hij wandelde richting de lift in een flatgebouw in Manhattan. De chauffeur van Genovese, Vincente 'The Chin' Gigante, schoot hem in het hoofd. Alvorens zijn wapen af te vuren, riep Gigante: "This is for your, Frank!" Hierdoor draaide Costello zich om waardoor hij niet dodelijk gewond raakte. Gigante dacht dat Costello dood was en vluchtte.
Genovese organiseerde een bijeenkomst in zijn huis in New Jersey. Alle caporegimes van de misdaadfamilie Luciano kwamen opdagen. Een trouwe aanhanger van Costello, Anthony Carfano, kwam niet. Carfano werd op 25 september 1959 vermoord. Genovese wist dat Costello nog leefde, maar besloot om zichzelf tot nieuwe baas te benoemen van de familie. Hij riep de Commissie bij elkaar en veranderde de naam van de misdaadfamilie. Voortaan was Vito Genovese baas van de misdaadfamilie Genovese.
Albert Anastasia was ondertussen nog steeds razend omwille van de moordpoging op Costello. Daarom besloot Vito Genovese om hem te laten vermoorden. Hij riep de hulp in van Lucchese en Gambino. Op 25 oktober 1957 werd hij in het kapsalon van het Park Sheraton Hotel vermoord. De moordenaars waren de broers Gallo. Zij waren lid van de misdaadfamilie Profaci en werkten nu in dienst van Gambino. Na de dood van Anastasia werd Gambino hoofd van de misdaadfamilie Anastasia en werd Genovese de machtigste gangster van New York.
Costello en Genovese begroeven later de strijdbijl. Costello nam een stap terug en Genovese werd baas. In ruil voor zijn beslissing mocht Costello zijn goksector in Florida en Louisiana houden. Hoewel Costello nu officieel niet meer dan een 'soldaat' was, bleef iedereen hem beschouwen als een baas.
Enkele jaren later kwamen Lucky Luciano, Costello en Meyer Lansky opnieuw samen. Ze wilden wraak voor de moordpoging op Costello en de dood van Anastasia. Ze bedachten een plan om Genovese te vermoorden. Ze smeedden een complot om hem in de gevangenis te doen belanden. In 1959 werden Genovese, Gigante en Carmine Galante in verband met een drugszaak opgepakt en veroordeeld. Genovese stierf in 1969 in de gevangenis. Door het verdwijnen van enkele prominente gangsters, werden de machtsverhoudingen opnieuw anders. Gambino werd, zoals Luciano het ooit voorspelde, capo di tutti capi.

### Dood
Na het verdwijnen van Genovese uit de maffia, ging Costello met pensioen. Gambino en Lucchese werden de nieuwe sterke figuren van la cosa nostra. Telkens als zij raad nodig hadden, brachten ze een bezoekje aan de penthouse van het Waldorf-Astoria Hotel, waar Costello woonde. Op 18 februari 1973 stierf hij in een ziekenhuis in Manhattan aan de gevolgen van een hartaanval.
In 1972 kwam Carmine Galante vrij. Hij wilde wraak en liet in '73 de deuren van de graftombe van Costello ontploffen. In 1979 werd Galante vermoord.

## Cultuur

### Film
Frank Costello werd vertolkt door...
- James Andronica in Gangster Wars (1981)
- Carmine Caridi in Bugsy (1991)
- Costas Mandylor in Mobsters (1991)
- Kirk Baltz in Kingfish: A Story of Huey P. Long (1995)
- Robert De Niro in The Alto Knights (2025)

Verder diende hij als basis voor andere filmpersonages. In 1972 kwam The Godfather uit. De rol van Marlon Brando werd gebaseerd op Costello. Brando zei dat hij zijn accent aanpaste aan dat van de echte Costello. De acteur had naar bandopnames van de Kefauver-hoorzittingen geluisterd.
Het personage van Jack Nicholson in The Departed (2006) is een maffiabaas en heet ook Frank Costello.

### Muziek
- Andre Nickatina zingt in het liedje Heelz: "She might be white, brown, or yellow, and I talk to her like Frank Costello."
- Costello wordt vernoemd in het gedicht Hadda Be Playin on the Jukebox van Allen Ginsberg. Later werd dit gedicht gezongen door Rage Against the Machine.